# Fête de la mi-automne
Cette page contient des caractères spéciaux ou non latins. S’ils s’affichent mal (▯, ?, etc.), consultez la page d’aide Unicode.

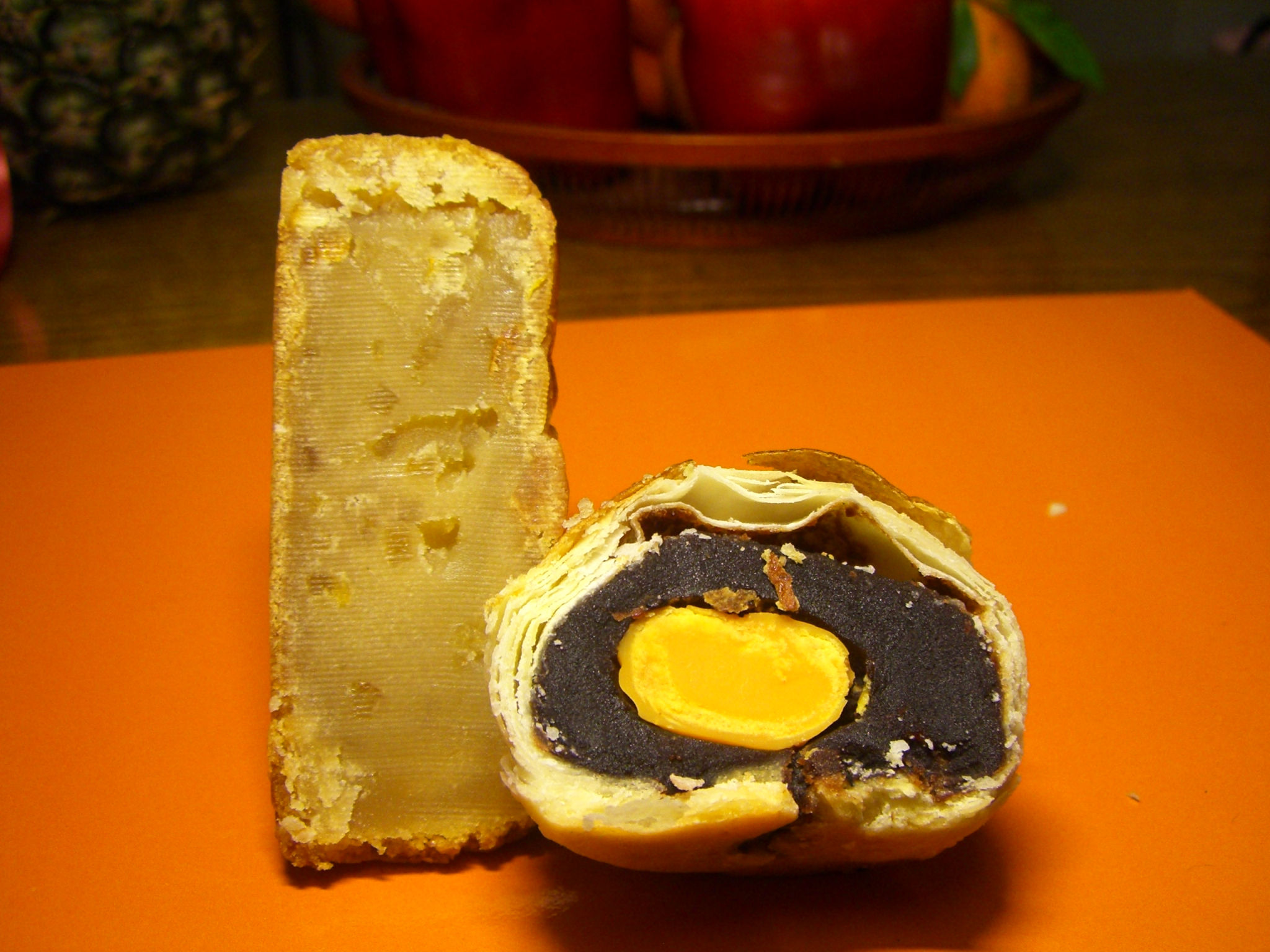
Gâteaux de lune fourrés au rhizome de lotus (à gauche), à la pâte de haricot azuki avec un jaune d'œuf salé (à droite).

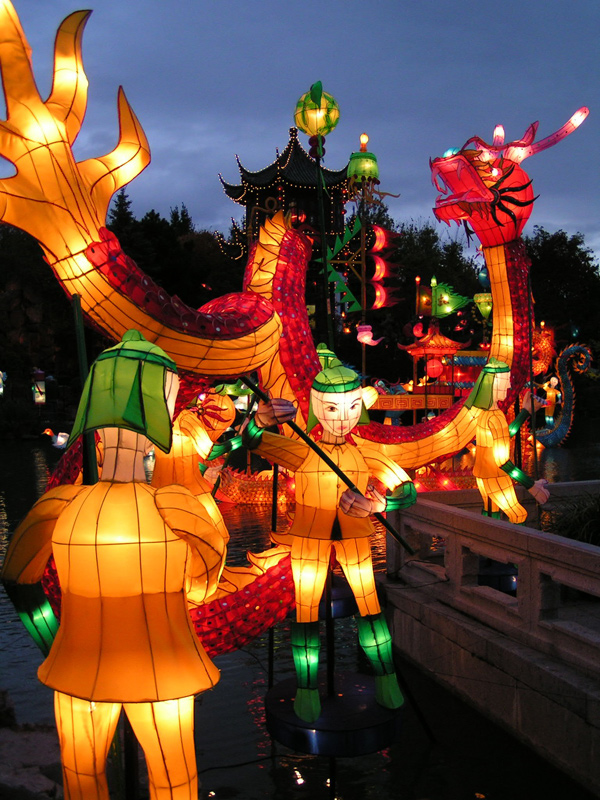
Fête de la mi-automne au jardin botanique de Montréal.

La fête de la mi-automne ou fête de la lune est célébrée dans divers pays de l'Asie de l'Est et du Sud-Est le soir du 15e jour du huitième mois lunaire, qui peut varier en fonction des années aux environs de septembre (ou du début d'octobre) sur le calendrier grégorien. La 15e nuit du calendrier lunaire est une nuit de pleine lune.
La fête de la mi-automne représente l'un des deux plus importants évènements du calendrier chinois, l’autre étant la nouvelle année lunaire chinoise ou Nouvel An chinois ; elle est jour férié dans de nombreux pays asiatiques.
On parle aussi parfois, en raison de la présence de gâteaux de lune lors de cette fête, de « fête des gâteaux de lune ». Dans certaines régions de Chine, comme à Shanghaï, il est aussi dans la tradition de manger des xiaolongbao ou du huntun.

## Synonymes
La « fête de la mi-automne » (ch. trad. : 中秋節 ; ch. simp. : 中秋节 ; py : zhōngqiū jié ; ko. : 중추절 ; viet. : Trung thu tiết, rōmaji (japonais) : chūshū setsu) ou « fête de la lune », est également appelée le « 15e jour du 8e mois du calendrier lunaire » (en chinois, 农历八月十五日, nóng lì bā yuè shíwǔ rì, parfois traduit en « 15 août ») ou plus littéralement « 15e soir du 8e mois » (en japonais 八月十五夜, 15e soir du 8e mois) (chinois simplifié : 中秋节 ; chinois traditionnel : 中秋節 ; pinyin : Zhōng qiū jié ; au Viêt Nam : Tết Trung Thu (節中秋) ; au Japon : chūshū setsu (中秋節, transcription du chinois) ou plutôt o-tsukimi (お月見, littéralement « la contemplation de la lune ») ou tsukimi ; en Corée : en coréen : 추석, Chuseok).

## Origines

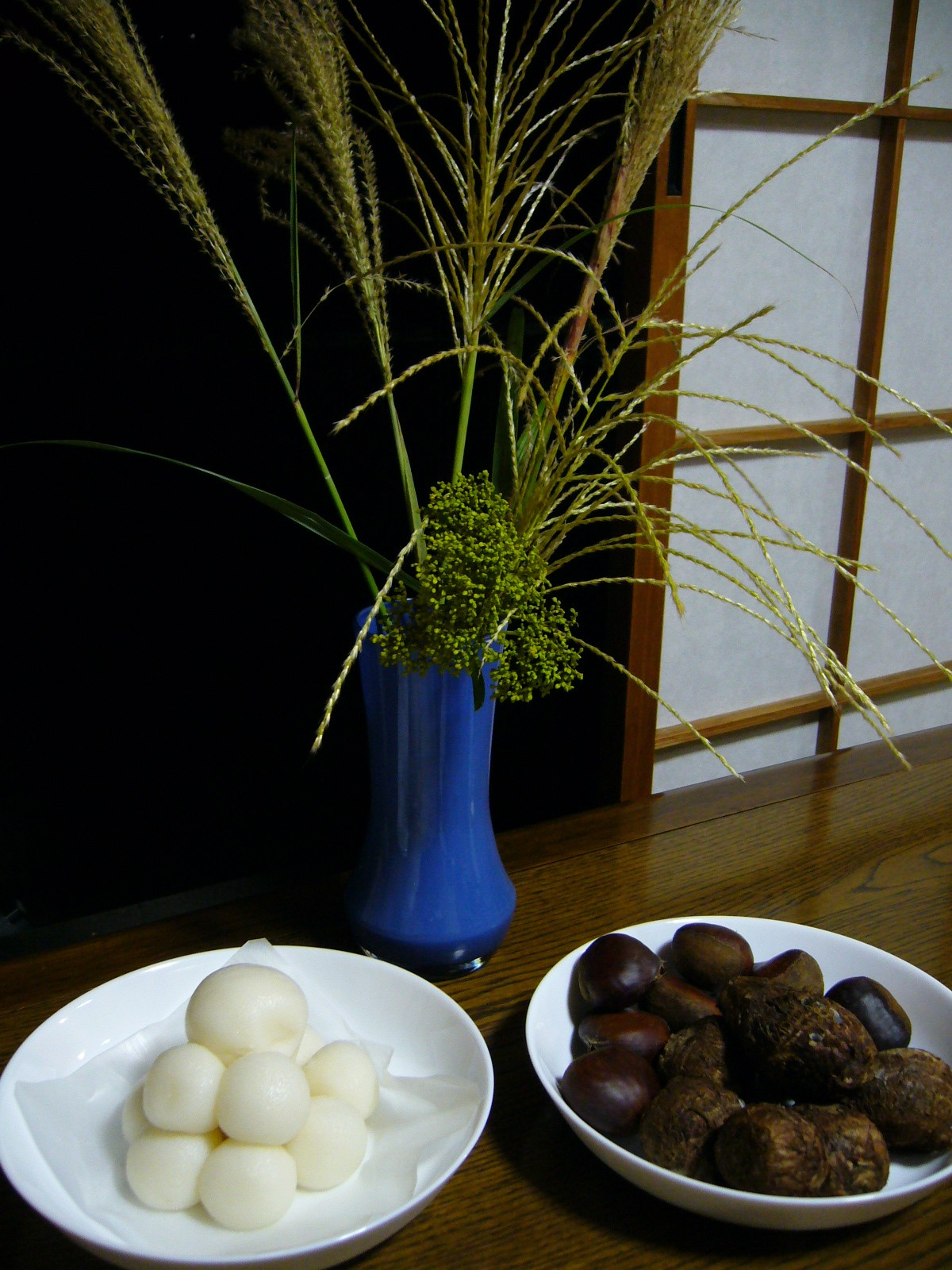
Offrandes typiques de l'O tsukimi : dango, susuki et châtaignes.

La fête de la mi-automne fut tout d’abord une fête agricole, la célébration des récoltes,. Elle prit de l’importance à partir des Tang où des rites furent tenus à cette occasion dans le palais impérial. La légende attribue cette initiative à l’empereur Tang Xuanzong qui aurait visité en rêve le palais lunaire de la déesse Chang'e.
Au Vietnam, la fête de la mi-automne (tết trung thu) fut d’abord destinée à célébrer la récolte de riz. Mais c'est aussi une fête lunaire. Plus la lune est belle, plus la récolte promet d'être bonne. Selon le folklore vietnamien, un couple, Chú Cuội et Hằng Nga, vit sur la Lune depuis que l’arbre guérisseur, que trouva Chú Cuội sur terre, amena ce dernier rejoindre la lune (Hằng). Les jours de pleine lune, les enfants peuvent apercevoir une tache noire sur la Lune représentant Chú Cuội et son arbre guérisseur

### Origine des gâteaux de lune
La tradition veut que le signal de la révolte des Chinois Han contre la dynastie mongole Yuan qui allait amener l'avènement des Ming ait été donné par le biais de messages cachés à l'intérieur de ces pâtisseries que seuls les Hans consommaient.
L'empereur Tang Taizong (Li Shimin) envoya le général Li Jing à la tête d'une armée. Après quelques mois de guerre, Li Jing réussit à repousser les Tujue et à rétablir la paix.
La campagne militaire terminée, le général rentra à Chang'an (actuelle Xi'an), la capitale, où il arriva le 15 août du calendrier lunaire. L'empereur le fit accueillir en grande pompe, comme un héros, au son des cloches et des tambours, des instruments généralement présents dans deux tours distinctes dans les temples taoïstes. Xi'an possède toujours deux imposantes tours de la cloche et du tambour en son centre-ville.
En l'honneur de cette victoire et de la paix retrouvée, un marchand de Chang'an créa pour l'empereur un gâteau spécial rond et coloré. L'empereur Li Shimin le distribua à ses ministres et leur dit qu'il fallait le manger pour inviter la Lune. Voilà pourquoi il s'appelle « gâteau de lune ».
Depuis, la fête de la mi-automne (中秋节, zhōngqiūjié) est l’occasion pour les Chinois de manger des gâteaux de lune (月饼, yuè bǐng)… et peut-être aussi de se souvenir de l'empereur Li Shimin et du général Li Jing.
La tradition historique populaire veut que le signal de la révolte des Chinois Han contre la dynastie mongole Yuan qui allait amener l'avènement des Ming ait été donné par le biais de messages cachés à l'intérieur de ces pâtisseries. En effet, à la différence des Chinois, les Mongols n'en mangeaient pas. Le message caché dans les gâteaux était : « Tuez les barbares le quinze du huitième mois » (八月十五殺韃子).
Cette célébration existe au Japon depuis l'époque de Heian (784 à 1185-1192). À l'époque, seuls les membres de l’aristocratie profitent de la pleine lune pour se rassembler, écouter de la musique traditionnelle et composer des poèmes. Elle devient populaire auprès de l'ensemble de la population au XVIIe siècle. Elle est dédiée à la lune des récoltes et marque la fin des moissons. Pour l'occasion, les Japonais se retrouvent entre amis afin de contempler la Lune (tsuki). Le décor traditionnel est réalisé avec du susuki (une plante portant le nom d'« herbe à éléphant »). Des offrandes peuvent être offertes à l'astre lunaire.

## Sous la clarté lunaire
La Lune est depuis longtemps la grande vedette de cette fête que l'on nomme également « fête de la Lune ». Dans de nombreuses régions chinoises, on considère l'automne comme la plus belle saison, plutôt sèche et tempérée, et la lune de la mi-automne est réputée être la plus belle. C'est donc autour d'elle que sont organisées les activités festives, appelées traditionnellement shǎng yuè (赏月 / 賞月, « contemplation de la Lune ») et zǒu yuè (走月, promenade sous la Lune), qui se concrétisent par un pique-nique nocturne très populaire. Dans les zones urbaines, les parcs et les cours des écoles restent ouverts à cet effet, et certains n'hésitent pas à s'installer sur le trottoir avec leur matériel de barbecue. Les enfants se promènent avec des lanternes éclairées. Les fermiers célèbrent la moisson et la fin de la saison agricole.
On consomme les fameux gâteaux de lune (yuè bǐng 月饼 / 月餅). Le modèle traditionnel contient une pâte sucrée de haricots rouges ou dattes enrobant souvent un ou deux jaunes d'œufs de cane salés qui rappellent la Lune (le mélange sucré-salé est tout à fait acceptable dans les pâtisseries chinoises). La surface est décorée de motifs en relief en relation avec les légendes lunaires ou de sinogrammes de bon augure, et plus récemment de caractères indiquant prosaïquement le contenu des gâteaux pour faciliter le choix des clients devant leur diversité croissante. La légende populaire rapporte l’existence d’une déesse nommée Chang'e 嫦娥, du lapin de jade (玉兔, yùtù) et d’un bûcheron vivant sur la Lune. Les magasins qui vendent des gâteaux de lune un peu avant la fête affichent généralement l’image de la déesse Chang’e flottant vers la Lune, elle est également représentée sur les boites en métal contenant plusieurs de ces gâteaux.
Les Japonais mangent des dango, la spécialité culinaire de cette fête faite avec des boulettes de mochi (pâte de riz gluant). Une tradition veut que les marques que l’on voit dans la Lune évoquent un lapin faisant du mochi. Cette fête est d'ailleurs associée au lapin. Divers plats sont aussi réalisés pour l’événement : des udon bouillis avec un œuf cru, nommés tsukimi udon, associés à des offrandes de taro, d’edamame, de châtaignes et de potirons. De cinq à dix roseaux susuki (Miscanthus sinensis), dont la forme rappelle celle des épis de riz et symbolise les céréales, sont utilisés pour la décoration. Des fast-food proposent quant à eux des sandwichs avec un œuf à l'intérieur, appelé le tsukimi burger (l’œuf rappelant alors la Lune).
Quant aux Vietnamiens, ils ont eux aussi leurs versions des gâteaux de lune. Traditionnellement le banh nuong (terre) est fait à partir d’une pâte de blé tandis que le banh deo(lune) est fabriqué avec de la pâte de riz. L’intérieur peut être constitué de : pâte de graine de lotus, de haricot mungo, de sésame noir, des fruits confits et même d'un ou plusieurs jaunes d’œufs.

## Fête féminine
Liée à l'énergie yin du couple yin et yang, la Lune est un symbole féminin. Des documents mentionnant l'antique culte lunaire prétendent qu'il était rendu exclusivement par les femmes. D'autre part, selon la tradition, les amitiés se font et se défont sous le regard de la Lune, et les mariages sont arrangés dès la naissance par un personnage mythique appelé le vieil homme sous la lune (yuè xià lao rén, 月下老人). Tous ces facteurs s'unissent pour faire de la fête de la mi-automne un soir propice aux entreprises romanesques. Dans la société rurale d'autrefois, les jeunes filles partaient dans les champs et potagers obscurs arracher à tâtons un plant de légumes. Certains types, la ciboule (cong, 蔥) par exemple, auguraient particulièrement favorablement de l'avenir matrimonial. Des rendez-vous romantiques ont remplacé de nos jours cette coutume, appelée « vol de légumes » (touguacai, 偷瓜菜).
Même les empereurs n'échappent pas à l'atmosphère magique de cette fête. La légende veut que l'empereur Tang Xuan-zong, dont la vie est riche en anecdotes romanesques, ait entendu cette nuit-là d'une terrasse de son palais la musique merveilleuse provenant du palais lunaire qu'il mémorisa et fit transcrire. Ce serait l'origine du morceau « vêtements d'arc-en-ciel et de plume » (nishangyuyiqu, 霓棠羽衣曲).

## Autres thèmes
La tradition taoïste a repris des thèmes de la mythologie chinoise antique pour créer ces deux légendes associées à la Lune : La Fuite de Chang-e (嫦娥奔月) et Wugang coupe l’osmanthus (吳剛砍桂).
L'archer Houyi (后羿) avait pour épouse une certaine Heng-e 姮娥 (dont le nom fut changé en Chang'e à cause de son homonymie avec un nom d'empereur). Il lui avait confié un élixir de longue vie offert par Xiwangmu, qui dans les traditions taoïstes règne sur une terre d'immortalité située à l'Occident. Ne voulant pas attendre d'avoir atteint un âge avancé pour consommer sa part, comme le lui conseillait son mari, Chang-e absorba l'intégralité de la dose et sentit aussitôt son corps se mettre à flotter. Trop embarrassée par sa conduite pour se rendre dans le ciel des immortels comme prévu, elle s'exila sur la Lune où elle est censée depuis vivre dans un palais de jade nommé Guanghangong (廣寒宮). Elle y a été rejointe par Wugang, un apprenti immortel exilé pour son manque de détermination et condamné à y couper un osmanthus magique qui repousse sans cesse.
Toujours dans la lignée du taoïsme, vivrait sur la Lune un lièvre apothicaire souvent représenté avec son mortier. Des traditions très anciennes associent la Lune au crapaud et au lièvre.
Cette fête possède un caractère Unicode dédié : 🎑 « 1F391 » pour l'O tsukimi japonais.

## Dates
- 2005 : 18 septembre
- 2006 : 6 octobre
- 2007 : 25 septembre
- 2008 : 14 septembre
- 2009 : 3 octobre
- 2010 : 22 septembre
- 2011 : 12 septembre
- 2012 : 30 septembre
- 2013 : 19 septembre
- 2014 : 8 septembre
- 2015 : 27 septembre
- 2016 : 15 septembre
- 2017 : 4 octobre
- 2018 : 24 septembre
- 2019 : 13 septembre
- 2020 : 1er octobre
- 2021 : 21 septembre
- 2022 : 10 septembre
- 2023 : 29 septembre
- 2024 : 17 septembre
- 2025 : 6 octobre